# Karl Schorn
Karl Schorn est un peintre d'histoire et un joueur d'échecs prussien né le 16 octobre 1803 à Dusseldorf et mort le 7 octobre 1850 à Munich. Il fut un des membres de la pléiade berlinoise.

## Membre de la Société des échecs de Berlin

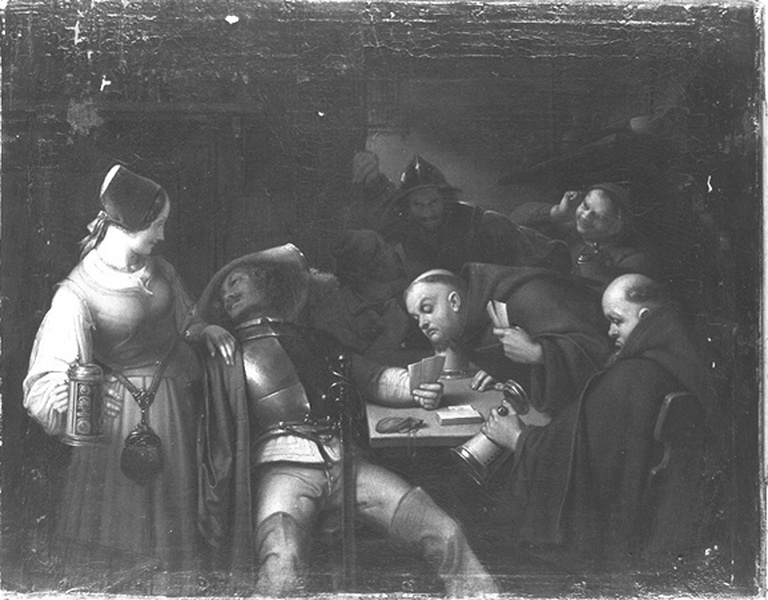
Les Joueurs de cartes.

Comme les autres membres de la pléiade, il joua aussi à la Société d'échecs de Berlin, l'un des plus vieux club allemands, auquel la pléiade donna un véritable essor.